# 国頭村
国頭村（くにがみそん）は、沖縄県の沖縄本島北端に位置する村。国頭郡に属している。

## 地理
村の面積は19,480haで、沖縄県の市町村面積では竹富町、石垣市、名護市、宮古島市に次いで5番目に広い面積を有し、沖縄県全体面積の約8.5％を占める。
村の南側は伊湯岳（標高446m）を源流として、西に流れる屋嘉比川や東に流れる高江川が、大宜味村や東村との境界になっている。また村の中央部には、沖縄本島最高峰の与那覇岳（標高503 m）をはじめ、西銘岳（標高420ｍ）、伊部岳（標高353m）などが連なる。
村域の土地利用をみると、約84.3%が森林で、農地は約1.7%にすぎない。森林域はいわゆる「やんばるの森」で、ヤンバルクイナ、ノグチゲラ、ヤンバルテナガコガネなどの多種多様な固有種や希少種が生息している。
沖縄本島の最北端に位置する辺戸岬と、鹿児島県に属する与論島は28 kmしか離れていない為、晴れている時には与論島が望める。ただし、与論島は総じて平坦なため、与論島から辺戸岬を見た場合程には明瞭ではない。なお、村の面積の23％を、米国海兵隊の訓練場が占めている。森林セラピー基地認定。

### 気候
沖縄気象台のアメダスが村内の奥と比地の2ヶ所に設置されている（後者は降水量のみ）。過去には、与那覇岳にも設置されていた。
奥にあるアメダスは、沖縄本島では最も北に位置する観測点である。標高が232 mと高いため、さらに北に位置する伊是名島や与論島等の気温よりも低くなる傾向があり、県内ニュースなどにおいて「国頭村奥で●°C、今季一番の冷え込み」等、冬場の最低気温の話題になることが多い。沖縄県ではめったにない1桁台の気温を毎年記録している。年の最低気温はほとんど1月から3月にかけて観測される。
- 1981年2月26日の最高気温8.4°Cは、沖縄県内の観測史上最も低い最高気温である。
- 2016年1月24日22時49分には最低気温3.1°Cを観測し、国頭村奥の観測史上最低気温を更新した[2][注 1]。

| 国頭村奥（奥地域気象観測所）の気候                      | 国頭村奥（奥地域気象観測所）の気候 | 国頭村奥（奥地域気象観測所）の気候 | 国頭村奥（奥地域気象観測所）の気候 | 国頭村奥（奥地域気象観測所）の気候 | 国頭村奥（奥地域気象観測所）の気候 | 国頭村奥（奥地域気象観測所）の気候 | 国頭村奥（奥地域気象観測所）の気候 | 国頭村奥（奥地域気象観測所）の気候 | 国頭村奥（奥地域気象観測所）の気候 | 国頭村奥（奥地域気象観測所）の気候 | 国頭村奥（奥地域気象観測所）の気候 | 国頭村奥（奥地域気象観測所）の気候 | 国頭村奥（奥地域気象観測所）の気候 |
| 月                                                      | 1月                                | 2月                                | 3月                                | 4月                                | 5月                                | 6月                                | 7月                                | 8月                                | 9月                                | 10月                               | 11月                               | 12月                               | 年                                 |
| ------------------------------------------------------- | ---------------------------------- | ---------------------------------- | ---------------------------------- | ---------------------------------- | ---------------------------------- | ---------------------------------- | ---------------------------------- | ---------------------------------- | ---------------------------------- | ---------------------------------- | ---------------------------------- | ---------------------------------- | ---------------------------------- |
| 最高気温記録 °C （°F）                                  | 25.3 (77.5)                        | 26.2 (79.2)                        | 28.5 (83.3)                        | 29.0 (84.2)                        | 31.0 (87.8)                        | 33.2 (91.8)                        | 34.3 (93.7)                        | 33.8 (92.8)                        | 33.6 (92.5)                        | 32.1 (89.8)                        | 28.7 (83.7)                        | 26.6 (79.9)                        | 34.3 (93.7)                        |
| 平均最高気温 °C （°F）                                  | 17.4 (63.3)                        | 17.9 (64.2)                        | 19.8 (67.6)                        | 22.3 (72.1)                        | 25.1 (77.2)                        | 28.3 (82.9)                        | 30.5 (86.9)                        | 30.1 (86.2)                        | 28.8 (83.8)                        | 25.8 (78.4)                        | 22.6 (72.7)                        | 19.1 (66.4)                        | 24.0 (75.2)                        |
| 日平均気温 °C （°F）                                    | 14.7 (58.5)                        | 14.9 (58.8)                        | 16.5 (61.7)                        | 19.0 (66.2)                        | 21.8 (71.2)                        | 25.0 (77)                          | 26.9 (80.4)                        | 26.7 (80.1)                        | 25.6 (78.1)                        | 23.1 (73.6)                        | 20.1 (68.2)                        | 16.5 (61.7)                        | 20.9 (69.6)                        |
| 平均最低気温 °C （°F）                                  | 12.7 (54.9)                        | 12.7 (54.9)                        | 14.1 (57.4)                        | 16.5 (61.7)                        | 19.5 (67.1)                        | 22.9 (73.2)                        | 24.7 (76.5)                        | 24.7 (76.5)                        | 23.6 (74.5)                        | 21.3 (70.3)                        | 18.2 (64.8)                        | 14.6 (58.3)                        | 18.8 (65.8)                        |
| 最低気温記録 °C （°F）                                  | 3.1 (37.6)                         | 4.8 (40.6)                         | 5.2 (41.4)                         | 10.8 (51.4)                        | 12.6 (54.7)                        | 15.7 (60.3)                        | 19.8 (67.6)                        | 20.3 (68.5)                        | 17.7 (63.9)                        | 15.1 (59.2)                        | 11.1 (52)                          | 7.2 (45)                           | 3.1 (37.6)                         |
| 降水量 mm （inch）                                      | 143.9 (5.665)                      | 159.7 (6.287)                      | 194.6 (7.661)                      | 199.4 (7.85)                       | 281.8 (11.094)                     | 342.8 (13.496)                     | 199.6 (7.858)                      | 230.3 (9.067)                      | 271.5 (10.689)                     | 225.9 (8.894)                      | 189.5 (7.461)                      | 155.2 (6.11)                       | 2,594.1 (102.13)                   |
| 平均降水日数 （≥1.0 mm）                                | 13.4                               | 12.9                               | 13.6                               | 12.6                               | 13.8                               | 14.9                               | 10.1                               | 12.9                               | 13.7                               | 11.8                               | 10.8                               | 12.5                               | 152.9                              |
| 平均月間日照時間                                        | 77.6                               | 82.8                               | 113.0                              | 126.9                              | 145.0                              | 170.7                              | 245.1                              | 218.6                              | 167.5                              | 130.2                              | 94.0                               | 79.8                               | 1,651.1                            |
| 出典：気象庁 (平均値：1991年-2020年、極値：1977年-現在) |                                    |                                    |                                    |                                    |                                    |                                    |                                    |                                    |                                    |                                    |                                    |                                    |                                    |

### 地域
元は村制前の16村を引き継いだ16字を置いていたが、のちに4字新設され、現在は20字を数える。
- 安田（あだ） - 集落の東方約500mに安田ヶ島がある。
  - 伊部（いぶ） - 安田の小字
- 安波（あは）
  - 美作（ちゅらさく）-安波の小字
- 伊地（いじ）
- 宇嘉（うか）
- 宇良（うら）
- 奥（おく）
- 奥間（おくま）
- 我地（がじ）
- 佐手（さて）
- 謝敷（じゃしき）
- 楚洲（そす）
  - 伊江（いえ） - 楚洲の小字
- 浜（はま）
- 比地 （ひじ）
- 辺戸（へど）
- 辺野喜（べのき）
- 辺土名（へんとな）
- 与那（よな）

以下は1951年に新設された字。
- 鏡地（かがんじ）：奥間の一部が独立。
- 宜名真（ぎなま）：辺戸の一部が独立。
- 桃原（とうばる）：奥間の一部が独立。
- 半地（はんじ）：奥間の一部が独立。

また、伊地地区の北（赤崎付近）に昭和期まで田名（だな）、楚洲地区の西方・西銘岳 (420.1m) 中腹に大正期まで横芭（よこば）という集落があったが、いずれも廃村となった。

### 隣接している自治体
- 国頭郡：大宜味村、東村（後者は1923年（大正12年）まで久志村）
- 鹿児島県大島郡与論町（海を隔てて隣接、交通機関での往来には本部町を経由する必要がある）

### 人口
| |                                        |  |
| 国頭村と全国の年齢別人口分布（2005年） | 国頭村の年齢・男女別人口分布（2005年） |  |
| ■紫色 ― 国頭村 ■緑色 ― 日本全国 | ■青色 ― 男性 ■赤色 ― 女性              |  |
| 国頭村（に相当する地域）の人口の推移 \| 1970年（昭和45年） \| 7,324人 \| \| \| 1975年（昭和50年） \| 6,568人 \| \| \| 1980年（昭和55年） \| 6,873人 \| \| \| 1985年（昭和60年） \| 6,510人 \| \| \| 1990年（平成2年） \| 6,114人 \| \| \| 1995年（平成7年） \| 6,015人 \| \| \| 2000年（平成12年） \| 5,825人 \| \| \| 2005年（平成17年） \| 5,546人 \| \| \| 2010年（平成22年） \| 5,188人 \| \| \| 2015年（平成27年） \| 4,908人 \| \| \| 2020年（令和2年） \| 4,517人 \| \| |                                        |  |
| 総務省統計局 国勢調査より |                                        |  |
| 1970年（昭和45年） | 7,324人                                |  |
| 1975年（昭和50年） | 6,568人                                |  |
| 1980年（昭和55年） | 6,873人                                |  |
| 1985年（昭和60年） | 6,510人                                |  |
| 1990年（平成2年） | 6,114人                                |  |
| 1995年（平成7年） | 6,015人                                |  |
| 2000年（平成12年） | 5,825人                                |  |
| 2005年（平成17年） | 5,546人                                |  |
| 2010年（平成22年） | 5,188人                                |  |
| 2015年（平成27年） | 4,908人                                |  |
| 2020年（令和2年） | 4,517人                                |  |

## 歴史
- 1673年　国頭間切から田港間切（後の大宜味間切）が分立
- 1908年（明治41年）4月1日　島嶼町村制により国頭間切が国頭村となる
- 1914年（大正3年）　これまで奥間にあった番所を廃し、辺土名に役場を置く。
- 1945年（昭和20年）9月　終戦後、沖縄諮詢会がまとめた地方行政緊急措置要綱に基づき国頭村・大宜味村・東村の3村で「辺土名市」になる。
- 1946年（昭和21年）1月　辺土名市廃止。戦前の自治体制に戻る。
- 2021年（令和3年） - 10月から11月にかけて福徳岡の場の噴火から生じた大量の軽石が漂着。辺土名漁港では約600立方メートルの軽石が除去された[5]。
- 2024年（令和6年）11月8日 - 同月10日にかけて集中豪雨。比地川が氾濫するなどにより床上浸水24件、床下浸水34件[6]。

## 行政

### 歴代村長
特記なき場合『村勢要覧』による。
| 代                     | 氏名       | 就任          | 退任       | 備考       |
| 国頭間切長             | 国頭間切長 | 国頭間切長    | 国頭間切長 | 国頭間切長 |
| ---------------------- | ---------- | ------------- | ---------- | ---------- |
|                        | 不詳       |               |            |            |
| 国頭村長（官選）       |            |               |            |            |
| 初                     | 金城永元   | 明治41年      | 大正3年    |            |
| 2-4                    | 宮城永期   | 大正3年       | 大正13年   |            |
| 5                      | 知花高直   | 大正13年      | 昭和3年    |            |
| 6                      | 宮城親吉   | 昭和3年       | 昭和4年    |            |
| 7-11                   | 知花高直   | 昭和4年       | 昭和19年   |            |
| 12                     | 平良吉盛   | 昭和19年      | 昭和20年   |            |
| 国頭村長（米軍統治下） |            |               |            |            |
| 13                     | 平良吉盛   | 昭和21年      | 昭和23年   |            |
| 14-16                  | 新里善福   | 昭和23年      | 昭和31年   |            |
| 17-20                  | 山川武夫   | 昭和31年      | 昭和47年   |            |
| 国頭村長（公選）       |            |               |            |            |
| 21-23                  | 饒波正一郎 | 昭和47年      | 昭和59年   |            |
| 24                     | 宮城勇     | 昭和59年      | 昭和63年   |            |
| 25-26                  | 仲原弘     | 昭和63年      | 平成8年    |            |
| 27                     | 大城久利   | 平成8年       | 平成12年   |            |
| 28-29                  | 上原康作   | 平成12年      | 平成20年   |            |
| 30                     | 宮城馨     | 平成20年      | 平成24年   |            |
| 31-32                  | 宮城久和   | 平成24年      | 令和2年    |            |
| 33                     | 知花靖     | 令和2年4月7日 | 現職       |            |

## 姉妹都市・提携都市
- 与論町（鹿児島県）
  - 2022年（令和4年）11月21日、姉妹都市提携
- 岩美町（鳥取県）
  - 2023年（令和5年）7月16日、姉妹都市提携

## 産業
産業別人口は、第一次21.0％、第二次18.7％、第三次60.3％である。公務員や建設業従事者、奥間にあるオクマ プライベートビーチ＆リゾートの観光業などが特徴的。農業では、豚・肉牛・パイナップル・マンゴー・キクが上位を占める。豚・肉牛は、奥地区や楚洲地区・伊部地区に立地する畜産基地によるもの。また、北部の奥地区は、茶（おくみどり）の産地となっている。共同店がある集落が多い。

### 金融機関
- 沖縄海邦銀行国頭支店（ゆうちょ銀行及びJAおきなわを除けば、村で唯一の金融機関店舗である）

### 郵便
- 国頭郵便局
  - 国頭村、大宜味村の集配を担当。郵便番号は「905-14xx」（奥、安波、楚洲、安田を除く地域）、「905-15xx」（奥、安波、楚洲、安田の東部地域）、「905-13xx」（大宜味村）。
- 奥簡易郵便局
- 安田簡易郵便局

## 教育
幼稚園
- 国頭村立辺土名幼稚園

小学校
- 国頭村立奥間小学校
- 国頭村立辺土名小学校
- 国頭村立佐手小学校
- 国頭村立北国小学校
- 国頭村立奥小学校
- 国頭村立安田小学校
- 国頭村立安波小学校

中学校
- 国頭村立国頭中学校

## 交通

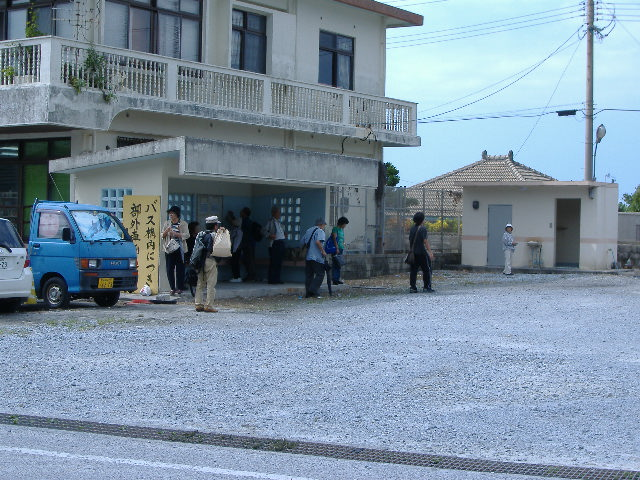
辺土名バスターミナル

### 路線バス
- 67番（辺土名線） - 琉球バス交通・沖縄バスが共同運行。主に国道58号を通り、名護市・大宜味村と国頭村中心部の辺土名バスターミナルを結ぶ。
  - 名護バスターミナル - 伊差川 - 真喜屋 - 源河 - 塩屋入口 - 大宜味 - 辺土名高校前 - 奥間ビーチ入口 - 辺土名 - 辺土名バスターミナル ※この字体は国頭村内
- 国頭村営バス - 村内の辺土名以北の地域を運行する村営バス。村役場前の辺土名バス停を起点、国道58号・県道70号の起点（国道58号の沖縄県内起点）にある奥バス停を終点とする2路線。
  - 東線 - 県道2・70号経由（辺土名 - 安波 - 安田 - 楚洲[ - 奥]）
  - 奥線 - 国道58号・辺戸岬経由（辺土名 - 辺野喜 - 宜名真 - 辺戸岬 - 辺戸 - 奥）

村東部の安波・安田・楚洲を経由する東線と、村北部の与那・宜名真・辺戸岬・奥を経由する奥線がある。一部本数はデマンドバスとなっており、東線の定期運行は楚洲終点。

### 道路
- 国道58号 - 国頭村西海岸は海まで迫る山がちな地形で、宜名真トンネルを含め5つのトンネルが立地
  - 道の駅ゆいゆい国頭
- 沖縄県道70号国頭東線（主要地方道）
  - 道の駅やんばるパイナップルの丘 安波
- 沖縄県道2号線

### 港湾[8]
- 宜名真漁港 - 第４種漁港
- 奥港 - 地方港湾
- 辺土名漁港 - 第１種漁港
- 安田漁港 - 第４種漁港
- 国頭浜漁港 - 第１種漁港

## 医療
- 国頭診療所
- ランデブーポイント[9] 16箇所
※民間救急ヘリコプターMESH のヘリポートとして使用

## 観光・スポーツ

### 名所・旧跡・文化財
- 辺戸岬

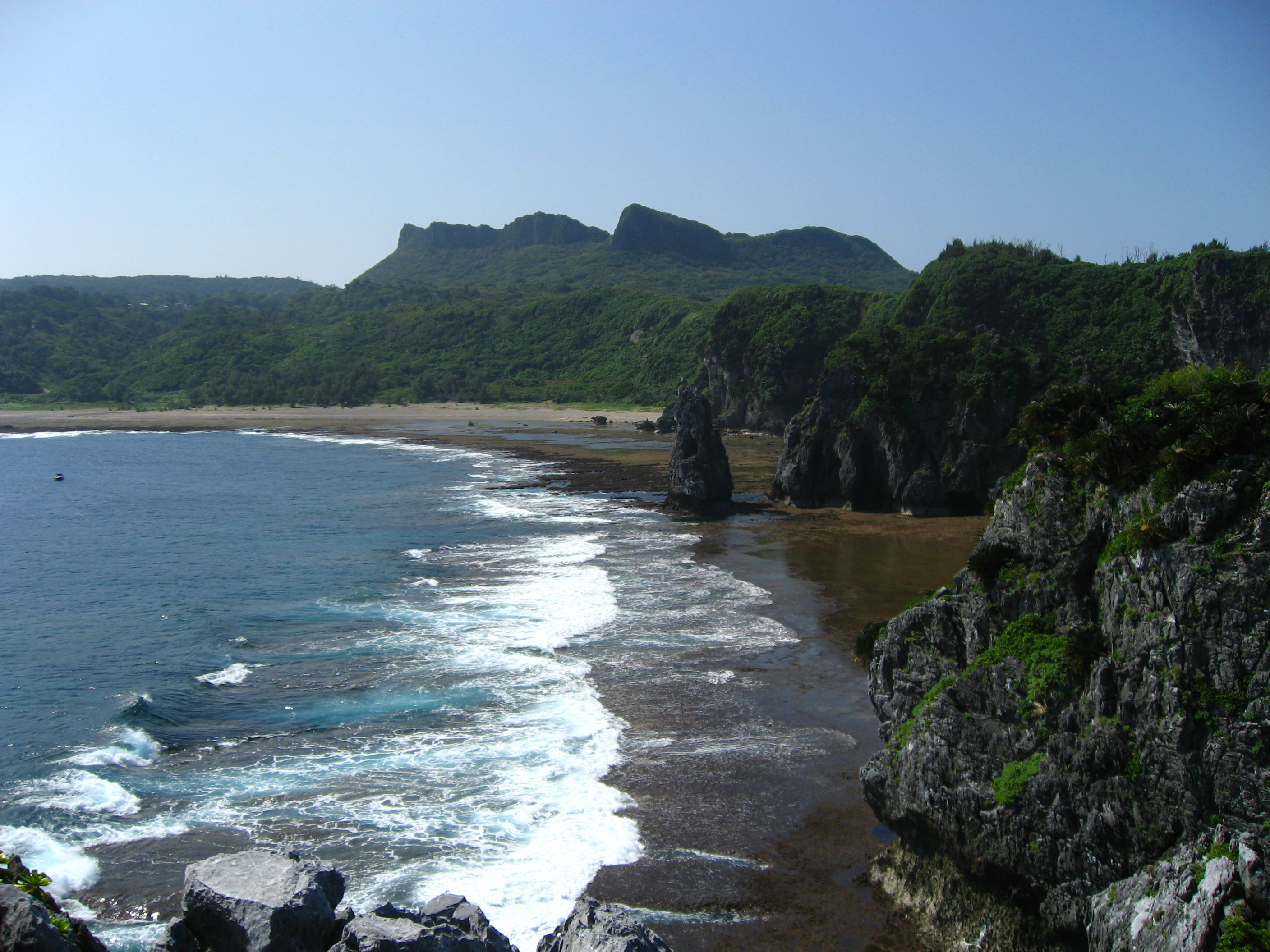
ASMUI Spiritual Hikes（旧大石林山）

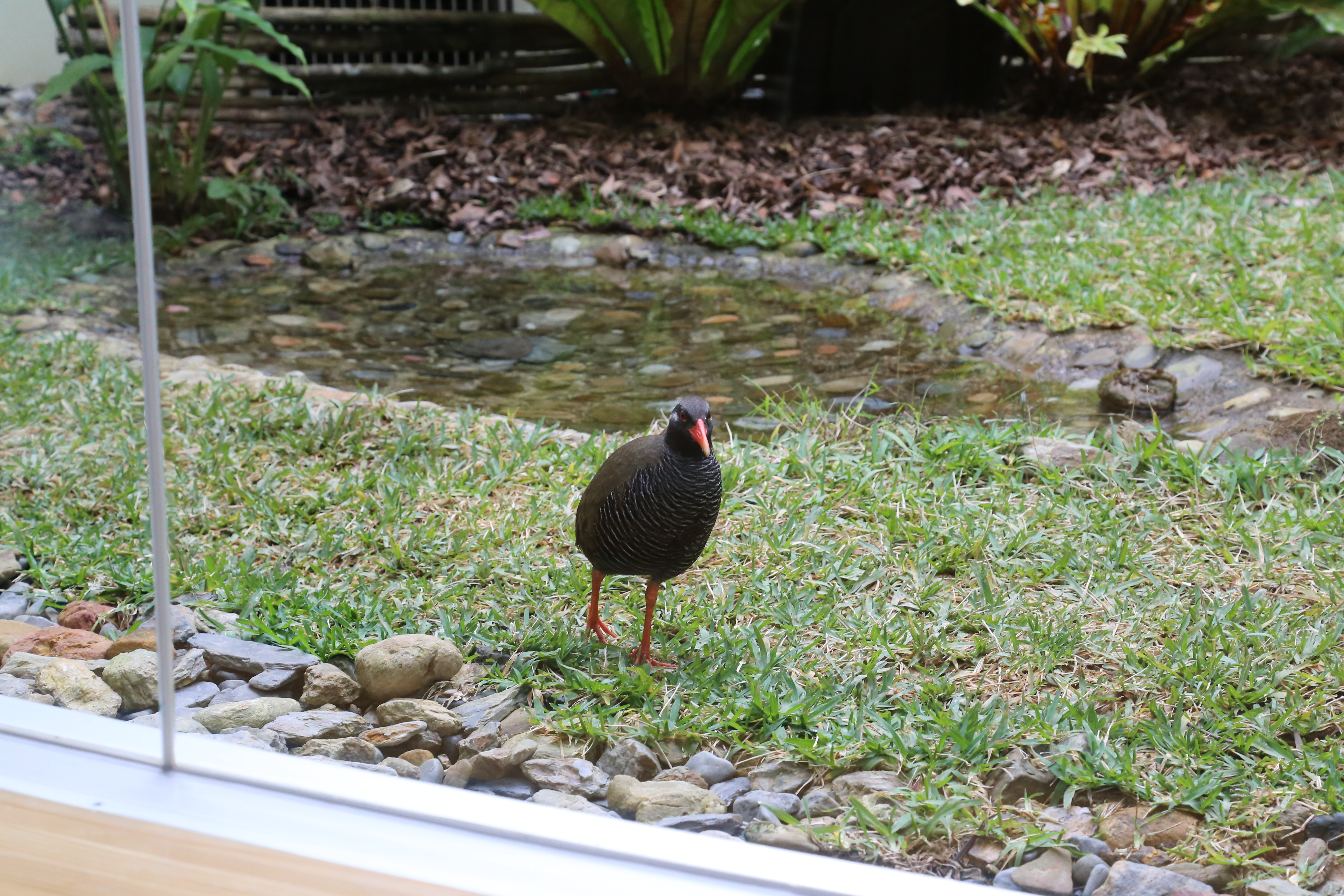
ヤンバルクイナ生態展示学習施設 クイナの森のキョンキョン

- 辺戸岬ドーム（ダイビングポイント, 洞窟潜水）
- 茅打バンタ
- 宇佐浜遺跡
- ASMUI Spiritual Hikes（旧大石林山）[10]
- 環境省やんばる野生生物保護センター「ウフギー自然館」
- ヤンバルクイナ生態展示学習施設 クイナの森

### スポーツと施設

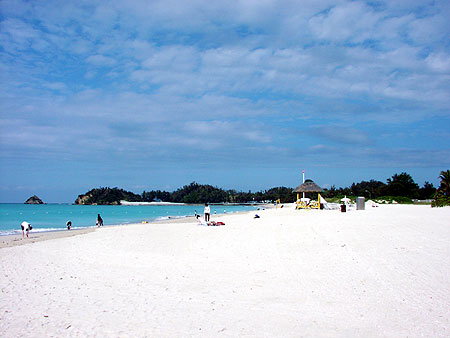
奥間ビーチ

- 2006年（平成18年）より北海道日本ハムファイターズが二軍のキャンプ地として使用している。それまでは沖縄本島南部に位置した東風平町（現・八重瀬町）で行われていたが、本島北部に位置する一軍キャンプ地の名護市との間で選手・コーチの往来が不便であるため、2006年（平成18年）のキャンプ後半の日程を国頭村に移した。2007年（平成19年）からは全日程を国頭で行う。
- ヤクルト本社陸上部が合宿地としているほか、2007年（平成19年）にはJリーグ・コンサドーレ札幌もシーズン前キャンプ地として使用した。
- オクマ プライベートビーチ&リゾート（旧：JALプライベートリゾートオクマ）
- くいなエコ・スポレク公園
  - くにがみ球場
  - 国頭陸上競技場
  - ふれあい広場
  - 鏡地シナマー公園
  - くにがみ鏡地パークゴルフ場
  - シーサイドテニスコート
  - くにがみ屋内運動場

## 出身者
- 新垣尚之 - 沖縄振興開発金融公庫理事長